# Dramalj
Dramalj – wieś w Chorwacji, w żupanii primorsko-gorskiej, w mieście Crikvenica. W 2011 roku liczyła 1485 mieszkańców.